# Parque nacional Santa Fe
El Parque nacional Santa Fe es un parque nacional panameño creado mediante Decreto Ejecutivo No 147 del 11 de diciembre de 2001. Está ubicado en el norte de Veraguas y tiene una superficie de 72 mil 636 ha.  Se caracteriza por tener varias especies de orquídeas y muchos árboles que permanecen con hojas todo el año.  Ocupa parte de los distritos de Santa Fe y Calobre y se extiende desde el límite con la Comarca Ngäbe-Buglé hasta el límite con las provincias de Colón y Coclé. Habitan 300 especies de aves, incluyendo el águila harpía y el colibrí garganta ardiente (Selasphorus ardens) y se puede encontrar un 51.3% de las especies mamíferas del país.